# خرسنگ‌های کارناک

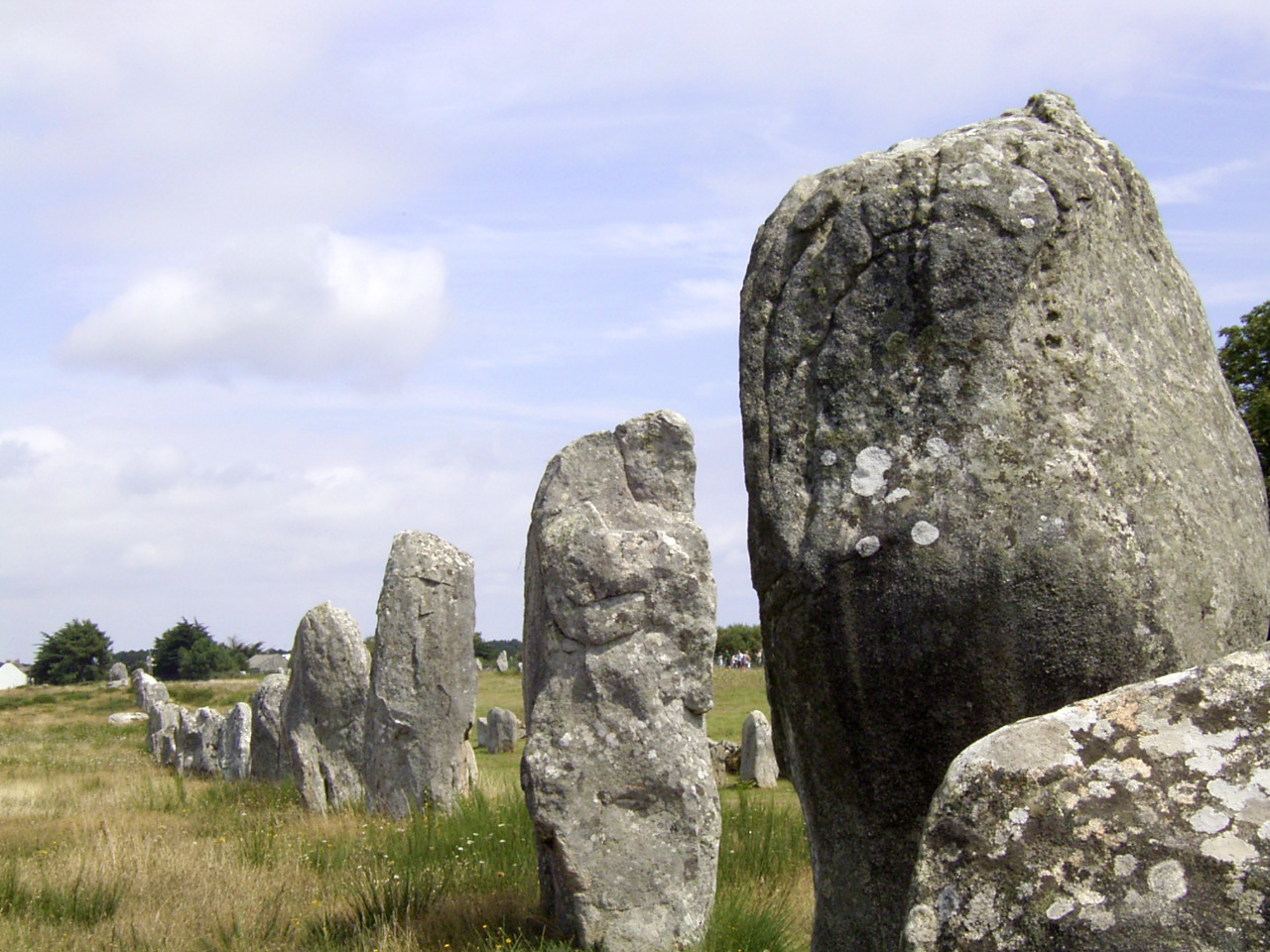
سنگ‌ردیف منک

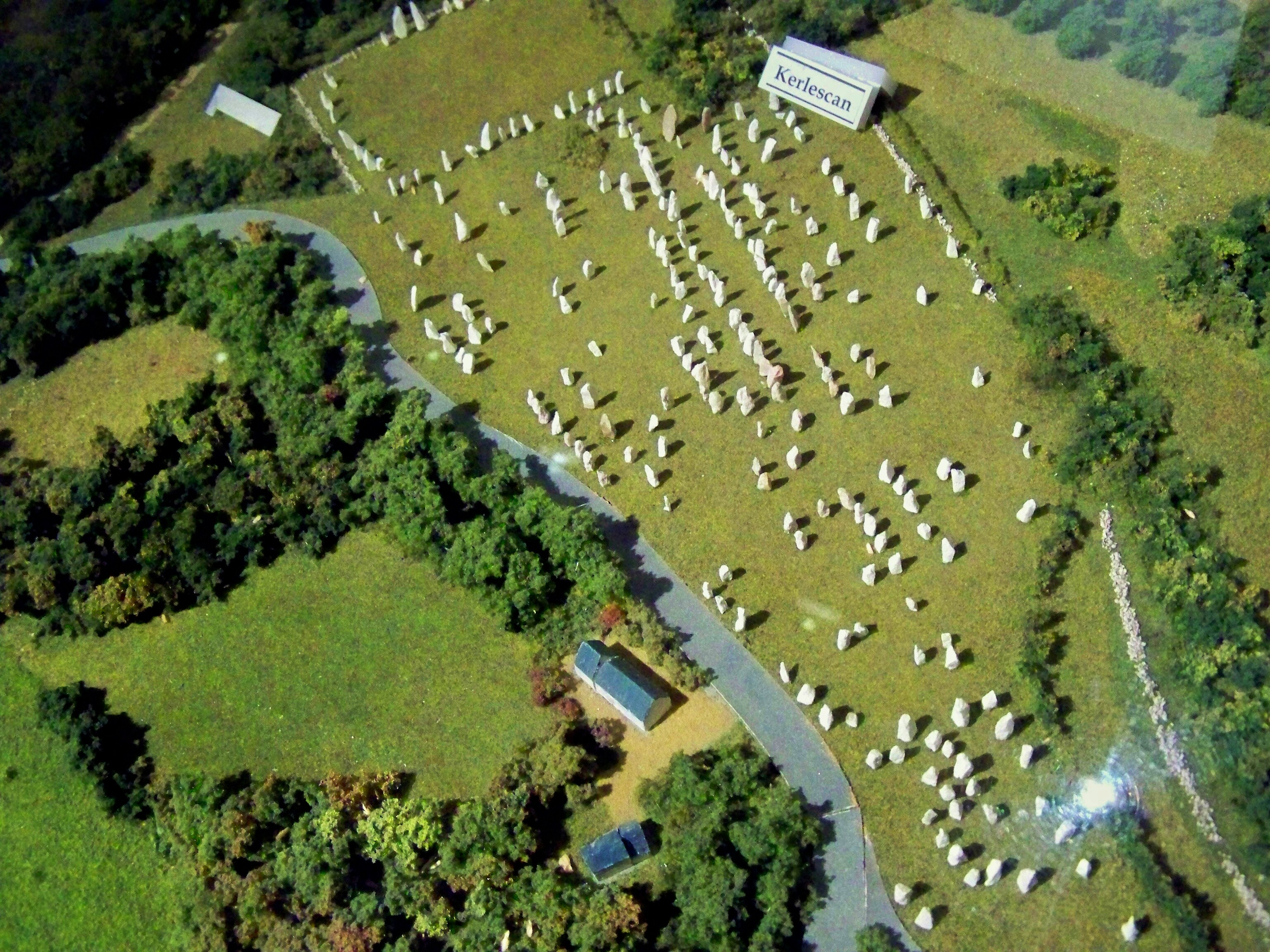
ماکتی از چینش خرسنگ‌های کرلسکن در کارناک

خرسنگ کارناک (انگلیسی: Carnac stones) (به زبان برتون:Steudadoù Karnag) گروهی منحصر به فرد از خرسنگ‌هاست که در اطراف روستای کارناک در برتانی فرانسه واقع شده است و شامل سنگ‌ردیف‌ها، میزسنگ‌ها، گورپشته‌ها، و تک سنگ‌افراشت‌هاست. بیش از سه هزار سنگ‌افراشت در این منطقه تاریخی که قدمت آنها به دوران نوسنگی می‌رسد بزرگترین مجموعه این آثار در دنیا را تشکیل می‌دهند.
محوطهٔ خرسنگ‌های کارناک شامل خرسنگ‌های مِنِک (یازده ردیف همگرا از خرسنگ‌ها در سطحی به ابعاد ۱٬۱۶۵ در صد متر)، خرسنگ‌های کرلسکن (گروهی از ۵۵۵ سنگ کوچکتر در شرق خرسنگ‌های منک)، و خرسنگ‌های پتی-منک (گروهی از سنگ‌های بسیار کوچکتر در شرق خرسنگ‌های کرلسکن) می‌شود.